# María Emilia Salerni
María Emilia Salerni (ur. 14 maja 1983 w Rafaela) – argentyńska tenisistka, reprezentantka kraju w Fed Cup, olimpijka z Sydney (2000).

## Kariera tenisowa
Zawodową tenisistką Salerni była w latach 1999–2009. Jest zawodniczką praworęczną, posługującą się oburęcznym bekhendem.
Jako juniorka dwukrotnie triumfowała w turniejach wielkoszlemowych, podczas Wimbledonu 2000 i US Open 2000 (była także w finale French Open 2000). W gronie seniorek odniosła dwa zwycięstwa deblowe o randze WTA Tour.
W cyklu rozgrywek ITF dziewięciokrotnie wygrała zawody singlowe i siedmiokrotnie deblowe. W 2002 roku była klasyfikowana w pierwszej setce indywidualnego rankingu światowego (nr 95.) i na 45. pozycji w klasyfikacji deblowej. W US Open 2005 dotarła do drugiej rundy i jest to jej największy sukces wielkoszlemowy w gronie seniorek.
Reprezentowała Argentynę w rozgrywkach Fed Cup, notując bilans 16 zwycięstw i 12 porażek, oraz na letnich igrzyskach olimpijskich w Sydney (2000), osiągając drugą rundę w zawodach singlowych.

## Finały turniejów WTA
| Legenda                | Legenda |
| ---------------------- | ------- |
| Wielki Szlem           |         |
| Igrzyska olimpijskie   |         |
| WTA Tour Championships |         |
| 1988 – 2008            |         |
| Kategoria I            |         |
| Kategoria II           |         |
| Kategoria III          |         |
| Kategoria IV           |         |
| Kategoria V            |         |

### Gra pojedyncza 1 (0–1)
| Końcowy wynik | Nr | Data           | Turniej | Nawierzchnia | Przeciwniczka          | Wynik finału |
| ------------- | -- | -------------- | ------- | ------------ | ---------------------- | ------------ |
| Finalistka    | 1. | 24 lutego 2008 | Bogota  | Ceglana      | Nuria Llagostera Vives | 0:6, 4:6     |

### Gra podwójna 6 (2–4)
| Końcowy wynik | Nr | Data              | Turniej       | Nawierzchnia    | Partnerka                   | Przeciwniczki                              | Wynik finału     |
| ------------- | -- | ----------------- | ------------- | --------------- | --------------------------- | ------------------------------------------ | ---------------- |
| Finalistka    | 1. | 29 lipca 2001     | Casablanca    | Ceglana         | María José Martínez Sánchez | Ljubomira Baczewa Åsa Svensson             | 3:6, 7:6(4), 1:6 |
| Finalistka    | 2. | 14 kwietnia 2002  | Amelia Island | Ceglana         | Åsa Svensson                | Daniela Hantuchová Arantxa Sánchez Vicario | 4:6, 2:6         |
| Finalistka    | 3. | 13 września 2002  | Québec        | Dywanowa (hala) | Fabiola Zuluaga             | Samantha Reeves Jessica Steck              | 6:4, 3:6, 5:7    |
| Zwyciężczyni  | 1. | 5 kwietnia 2003   | Casablanca    | Ceglana         | Gisela Dulko                | Henrieta Nagyová Ołena Tatarkowa           | 6:3, 6:4         |
| Zwyciężczyni  | 2. | 17 listopada 2004 | Québec        | Dywanowa (hala) | Carly Gullickson            | Els Callens Samantha Stosur                | 7:5, 7:5         |
| Finalistka    | 4. | 24 lipca 2005     | Cincinnati    | Twarda          | Květa Peschke               | Laura Granville Abigail Spears             | 6:3, 2:6, 4:6    |

## Finały juniorskich turniejów wielkoszlemowych

### Gra pojedyncza (2–1)
| Końcowy wynik | Rok  | Turniej     | Nawierzchnia | Przeciwniczka      | Wynik finału  |
| Finalistka    | 2000 | French Open | Ceglana      | Virginie Razzano   | 7:5, 4:6, 6:8 |
| Zwyciężczyni  | 2000 | Wimbledon   | Trawiasta    | Tetiana Perebyjnis | 6:4, 7:5      |
| Zwyciężczyni  | 2000 | US Open     | Twarda       | Tetiana Perebyjnis | 6:3, 6:4      |

### Gra podwójna (2–1)
| Końcowy wynik | Rok  | Turniej   | Nawierzchnia | Partnerka     | Przeciwniczki                        | Wynik finału  |
| Zwyciężczyni  | 1999 | Wimbledon | Trawiasta    | Dája Bedáňová | Tetiana Perebyjnis Iroda Tulyaganova | 6:1, 2:6, 6:2 |
| Finalistka    | 2000 | Wimbledon | Trawiasta    | Dája Bedáňová | c Tetiana Perebyjnis                 | 6:7(2), 3:6   |
| Zwyciężczyni  | 2000 | US Open   | Twarda       | Gisela Dulko  | Anikó Kapros Christina Wheeler       | 3:6, 6:2, 6:2 |